# جاستین اوین
جاستین اوین (انگلیسی: Justin Oien؛ زادهٔ ۵ مهٔ ۱۹۹۵) دوچرخه‌سوار اهل ایالات متحده آمریکا است.
از باشگاه‌هایی که در آن بازی کرده‌است می‌توان به کاخا رورال-سگوروس رخا اشاره کرد.